# メイドカフェめいどりーみん
メイドカフェ めいどりーみん（英語：Maid Cafe MaiDreamin）は、株式会社ネオディライトインターナショナル（英語：Neodelight International Inc.）が秋葉原を中心に展開するメイド喫茶である。

## 概要
東京（秋葉原・新宿・渋谷）、大阪（日本橋・難波）、名古屋（大須）、北九州（小倉）・福岡（天神）、札幌（狸小路）など、日本国内の三大都市圏や札仙広福に出店している。
2012年10月には海外にも現地法人を設立しており、2013年4月からタイに出店している。
「夢の国」をコンセプト、「萌え」をテーマにしたサービスや接客を行っており、マスメディアで取材されることもある。年間来店者数は80万人、メイドカフェの中では比較的観光客の割合が多く、来店客は新規客が70％、うち外国人が20％という。
2013年2月1日に芸能プロダクション「Y's production（ワイズプロダクション）」を設立した。
2014年4月に声優を養成する「めいどりーみん声優スクール」を開校した。

## 沿革
- 2008年4月 - 東京都千代田区外神田（秋葉原）にメイドカフェ めいどりーみん 秋葉原 本店を開店。
- 2008年11月 - 東京都千代田区外神田（秋葉原）にメイドカフェ めいどりーみん 秋葉原 せかんど店を開店。
- 2009年7月 - 東京都千代田区外神田（秋葉原）にメイドカフェ めいどりーみん 秋葉原 さぁど店を開店。
- 2010年1月
  - 東京都千代田区外神田（秋葉原）にメイドカフェ めいどりーみん 秋葉原 電気街口駅前店を開店[4]。
  - 東京都豊島区東池袋（池袋）のサンシャイン通りにメイドカフェ めいどりーみん 池袋 サンシャイン通り店を開店。
- 2010年12月 - 東京都千代田区外神田（秋葉原）にメイドカフェ めいどりーみん 秋葉原 Heaven's Gate店を開店。
- 2011年5月 - 大阪府大阪市浪速区日本橋のオタロードにメイドカフェ めいどりーみん 大阪 日本橋オタロード店を開店。
- 2011年10月 - 東京都新宿区新宿にメイドカフェ めいどりーみん 新宿東口店を開店。
- 2011年12月 - 東京都渋谷区宇田川町（渋谷）にメイドカフェ めいどりーみん 電脳喫茶☆電脳酒場 渋谷店を開店。
- 2012年1月 - 大阪府大阪市浪速区難波中（難波）にメイドカフェ めいどりーみん 大阪 なんば店を開店。
- 2012年4月 - 東京都江東区青海（お台場）のダイバーシティ東京 プラザにメイドカフェ めいどりーみん お台場 ダイバーシティ東京 プラザ店を開店。
- 2013年3月
  - 愛知県名古屋市中区大須にメイドカフェ めいどりーみん 名古屋 大須招き猫前店を開店。
  - 東京都千代田区外神田（秋葉原）にメイドカフェ めいどりーみん 秋葉原 外神田一丁目店を開店。
- 2013年4月 - タイ・バンコクのゲートウェイ・エカマイにメイドカフェ めいどりーみん タイランド・ゲートウェイ・エカマイ店を開店。
- 2014年1月 - 東京都中野区中野にメイドカフェ めいどりーみん 中野北口店を開店。
- 2014年4月 - 東京都千代田区外神田（秋葉原）にメイドカフェ めいどりーみん 秋葉原 中央通り店を開店[4]。
- 2014年11月 - 愛知県名古屋市中区大須にメイドカフェ めいどりーみん 名古屋 大須観音店を開店。
- 2014年12月 - 愛知県名古屋市中区錦（栄）の栄ナナイロにメイドカフェ めいどりーみん 名古屋 ドン･キホーテ栄店を開店。
- 2015年6月 - タイ・バンコクのMBKセンターにメイドカフェ めいどりーみん タイランド・MBK店を開店。
- 2015年8月
  - ダイバーシティ東京 プラザとのテナント契約終了に伴い、メイドカフェ めいどりーみん お台場 ダイバーシティ東京 プラザ店を閉店。
  - 末日をもって、メイドカフェ めいどりーみん 名古屋 大須観音店を閉店。
- 2016年2月 - ゲートウェイ・エカマイとのテナント契約終了に伴い、メイドカフェ めいどりーみん タイランド・ゲートウェイ・エカマイ店を閉店。
- 2016年5月 - 秋葉原 Heaven's Gate店の一部改装に伴い、名称を秋葉原 LIVE RESTRAUNT Heaven's Gateに変更。
- 2016年8月 - 福岡県北九州市小倉北区浅野（小倉）のあるあるCityにメイドカフェ めいどりーみん 小倉 あるあるCity店を開店[5]。
- 2016年10月 - 末日をもって、メイドカフェ めいどりーみん 中野北口店を閉店。
- 2017年10月 - トリップアドバイザーの「TripAdvisor Certificate of Excellence (エクセレンス認証)2017」を受賞[6]。
- 2017年11月 - 秋葉原 せかんど店、秋葉原 さぁど店、電脳喫茶☆電脳酒場 渋谷店の名称を秋葉原 ひみつきち、秋葉原 アイドル通り店、渋谷 SHIBUYAに変更[7]。
- 2018年8月 - トリップアドバイザーの「TripAdvisor Certificate of Excellence (エクセレンス認証)2018」を受賞[8]。
- 2018年9月 - 福岡県福岡市中央区大名（天神）にメイドカフェ めいどりーみん 天神西通り店を開店。
- 2019年6月 - トリップアドバイザーの「TripAdvisor Certificate of Excellence (エクセレンス認証)2019」を受賞[9]。
- 2019年11月 - 末日をもって、メイドカフェ めいどりーみん 名古屋 ドン･キホーテ栄店を閉店[10][11]。
- 2020年7月 - タイ・バンコクのトンローにメイドカフェ めいどりーみん タイランド・トンロー店を開店。
- 2021年4月 - 末日をもって、メイドカフェ めいどりーみん 池袋 サンシャイン通り店を閉店[12][13][14]。
- 2022年3月
  - タイ・バンコクのMBKセンターにメイドカフェ めいどりーみん タイランド・フラッグシップ店を開店。
  - 愛知県名古屋市中区大須の赤門通にメイドカフェ めいどりーみん 名古屋 大須赤門通り店を開店。
- 2023年7月 - タイ・パトゥムターニー県のフューチャー パーク ランシットにメイドカフェ めいどりーみん タイランド・フューチャーパーク店を開店。
- 2023年8月 - 愛知県名古屋市中区大須の万松寺通にメイドカフェ めいどりーみん 名古屋 大須招き猫前店を移転。それに伴い、名称を名古屋 ありがとう大須店に変更。
- 2023年12月 - 北海道札幌市中央区南2条（札幌）にメイドカフェ めいどりーみん 札幌狸小路店を開店。

## QSCS
QSCS（クスクス）は、メイドカフェ めいどりーみんに在籍しているメイドキャストの中から選抜されたスターキャストチーム。

### ユニット名の由来
QはQuality（クオリティ）、SはService（サービス）、CはCleanliness（クレンリネス）、SはSmile（スマイル♡）に由来する。